# 驱虫斑鸠菊
驱虫斑鸠菊（学名：Vernonia anthelmintica），为菊科斑鸠菊属下的一个植物种。